# فرناندو شوالیب لوپز آلدانا
فرناندو شوالیب لوپز آلدانا (به اسپانیایی: Fernando Schwalb López Aldana) (زاده ۲۶ اوت ۱۹۱۶ – درگذشته ۲۲ ژوئیه ۲۰۰۲) سیاست‌مدار اهل پرو بود. وی در دو دوره در سال‌های ۱۹۶۳–۱۹۶۵ و از ۱۹۸۲–۱۹۸۴ نخست‌وزیر این کشور بود.